# دم النخل (فلم)
دم النخل فيلم سينمائي سوري روائي طويل يروي مسيرة عالم الآثار السوري خالد الأسعد ومقتله على يد تنظيم “داعش” وما ارتكبه التنظيم من جرائم بحق البشر والحجر في مدينة تدمر أثناء سيطرته عليها.
من إخراج نجدة إسماعيل أنزور وكتابة ديانا كمال الدين، وإنتاج المؤسسة العامة للسينما بالشراكة مع مؤسسة نجدة آنزور.

## القصة
يختزل عبر قصته ما تعرضت له المدينة عبر ثلاثة شباب متنوعي الخلفيات من مجندي الجيش العربي السوري قتلوا على يد “داعش”
المخرج آنزور قال “أردنا أن نقدم مفهوم الشهادة في سبيل الوطن كثيمة أساسية للفيلم مع التركيز على أن استمرار الحياة جاء بفضل تضحيات الشهداء وبطولات الجيش العربي السوري إضافة إلى إبراز شخصية العالم الشهيد خالد الأسعد الذي رفض أن يخرج من تدمر وأن يعطي إرهابيي “داعش” المعلومات التي حاولوا الحصول عليها” لافتا إلى أن الفيلم يصب في عمله على صناعة ذاكرة سينمائية للحرب على سورية.
كاتبة العمل ديانا كمال الدين أوضحت أنها ابتعدت عن التوثيق في أدوار البطولة عدا شخصية الشهيد الأسعد وخاصة في قصص الجنود الثلاثة مبينة أن الفيلم يتضمن رسائل إنسانية ووطنية عميقة للداخل والخارج.

## العروض الجماهيرية
بدأت العروض الجماهيرية على مسرح الأوبرا في دار الأسد للثقافة والفنون بتاريخ 6 تشرين الأول 2019 بحضور المخرج وأبطال الفيلم.

## بطولة
- لجين إسماعيل
- جوان الخضر
- مصطفى سعد الدين بدور المجند حسام
- جهاد الزغبي
- محمد فلفلة بدور خالد الأسعد
- عدنان عبد الجليل

مجد نعيم / عامر علي/ قصي قدسية / محمود خليلي / ليلى بقدونس / سيوار داود/ حمادة سليم / نبيل فروج / إيمان عودة / مجدي مقبل / ياسر سلمون / فادي عبد النور/ علي الماغوط / أوس وفائي / نور خلف / حمد الويسي / والطفل علي السملوتي /.

## الطاقم الفني
- المؤلف الموسيقي: رعد خلف

## وصلات خارجية
- مقالات تستعمل روابط فنية بلا صلة مع ويكي بيانات
- التغطية الإعلامية للعرض الخاص
- بروموشن الفيلم